# Lamiidae
Em nomenclatura filogenética, as lamiídeas (Lamiidae) são um grupo de eudicotiledóneas que tinham sido nomeadas informalmente como euasterídeas I.
O nome Lamiidae foi usado pela primeira vez pelo botânico soviético Armen Takhtajan em 1987 para denominar um grupo que difere em circunscrição em alguns detalhes. Armen Takhtajan incluiu uma descrição das lamiídeas em russo, mas o nome não foi correctamente validado até que o taxonomista dos Estados Unidos James Lauritz Reveal providenciasse em 1993 uma descrição em latim para este grupo. O nome Lamiidae foi associado formalmente a este clado em Olmstead e colaboradores em 1992, num trabalho em que se afirmava «que este clado corresponde à subclase Lamiidae de Takhtajan...». Para além do mais, o nome «lamíídeas» foi usado informalmente em vários trabalhos de filogenia das angiospérmicas.
O clado, segundo tem sido circunscrito no Sistema APG IV, é composto por oito ordens (Garryales, Gentianales, Lamiales, Solanales, Boraginales, Icacinales, Vahliales e Metteniusales)
A sinapomorfia mais evidente das lamiídeas é a presença de vasos do xilema com perfurações simples.

## Classificação
- Lamiidae Takht. (R.G. Olmstead & W.S. Judd)[3]
  - família Boraginaceae -- Não colocada em nenhuma ordem
  - família Vahliaceae -- Não colocada em nenhuma ordem
  - família Icacinaceae -- Não colocada em nenhuma ordem
  - família Metteniusaceae -- Não colocada em nenhuma ordem
  - família Oncothecaceae -- Não colocada em nenhuma ordem
  - ordem Garryales
  - ordem Gentianales
  - ordem Lamiales
  - ordem Solanales